# Microhalimus deflexifrons
Microhalimus deflexifrons is een krabbensoort uit de familie van de Majidae. De wetenschappelijke naam van de soort is voor het eerst geldig gepubliceerd in 1880 door Haswell.